# Тхужанка
Тхужанка (пол. Tchórzanka, нім. Languth) — село в Польщі, у гміні Ілава Ілавського повіту Вармінсько-Мазурського воєводства.
Населення — 39 осіб (2011).
У 1975-1998 роках село належало до Ольштинського воєводства.

## Демографія
Демографічна структура станом на 31 березня 2011 року:
|          | Загалом | Допрацездатний вік | Працездатний вік | Постпрацездатний вік |
| -------- | ------- | ------------------ | ---------------- | -------------------- |
| Чоловіки | 20      | 5                  | 14               | 1                    |
| Жінки    | 19      | 6                  | 12               | 1                    |
| Разом    | 39      | 11                 | 26               | 2                    |